# Roland-Manuel
Pour les articles homonymes, voir Roland (homonymie).
Roland Alexis Manuel Levy, dit Roland-Manuel ou Roland Manuel est un compositeur et musicologue français, né le 22 mars 1891 à Paris et mort le 1er novembre 1966 dans la même ville.

## Biographie
Né dans une famille d'origine belge et de confession juive, il étudia la composition sous la direction de Vincent d'Indy et d'Albert Roussel. Il fut un proche d'Erik Satie qui le présenta en 1911 à Maurice Ravel, dont il devint l'un des rares disciples, l'ami, le premier biographe dès 1914, le photographe dès 1912.
En 1947 il fut nommé professeur d'esthétique musicale au Conservatoire national de musique à Paris aux côtés du germaniste et philosophe Marcel Beaufils. À ce poste, qu'il conserva jusqu'en 1960, il apporta d'importantes contributions à la théorie de la musique et fut un critique éclectique et apprécié. Il collabora avec Igor Stravinsky pour la rédaction de son ouvrage théorique Poétique musicale (1939). Comme compositeur il laisse principalement des opéras comiques et des musiques de cinéma qu'il écrivit entre autres pour les films de Jean Grémillon.
Musicien engagé dès l'époque du Front populaire dans ses réalisations dans le domaine artistique, il est sous l'Occupation « la cheville ouvrière du Front national de la Résistance des musiciens ». Il participe à l'organe clandestin Le Musicien d'Aujourd'hui, diffusé de 1942 à 1944 dans les orchestres.

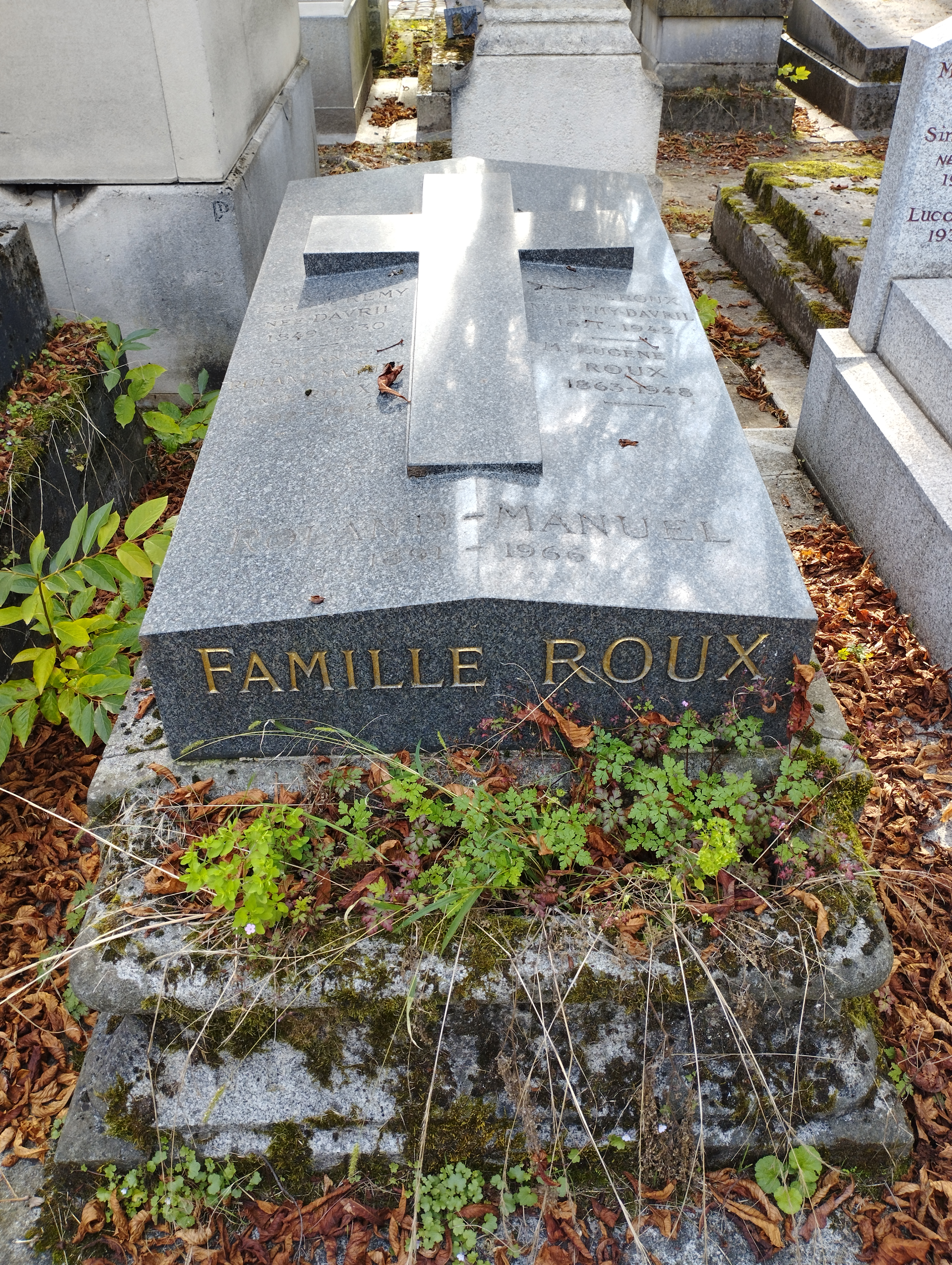
Tombe de Roland-Manuel au cimetière du Père-Lachaise (division 46).

Il fut le producteur de septembre 1944 à juillet 1961 de la célèbre émission radiophonique : Plaisir de la musique avec la pianiste Nadia Tagrine. Il aussi fut membre du comité de direction de l'Association du Foyer de l'Abbaye de Royaumont.
Il est inhumé au cimetière du Père-Lachaise (division 46).

## Vie privée
Il est le fils de Mme Fernand Dreyfus, née Marie Thérèse Jeanne Spies (1871-1958), laquelle fut marraine de guerre de Maurice Ravel de 1916 à 1917 et eut une abondante correspondance avec ce dernier.
Il se maria en juin 1916 à Suzanne Roux, appelée dès lors Suzanne Roland-Manuel (1892-1968), pianiste, romancière, artiste, auteur de décors et costumes pour le théâtre dont L'Heure espagnole de Maurice Ravel en 1945.
Il est le père de Claude Roland-Manuel (1922-2005), dédicataire de la Berceuse sur le nom de Gabriel Fauré de Maurice Ravel, homme de radio, producteur de l'émission Accord Parfait, réalisateur de feuilletons dramatiques pour France Culture, auteur de plusieurs ouvrages de pensées et aphorismes philosophiques.

## Œuvres
- Isabelle et Pantalon, opéra bouffe en deux actes (1922)
- Le Diable amoureux, opéra bouffe (1929)
- trois ballets
- un oratorio
- un concertino pour piano
- de la musique de chambre
- des mélodies
- des harmonisations sur des thèmes anciens, dont le célèbre Gentil Gallans de France, arrangé pour trois voix.

### Musiques de films
- 1930 : La Petite Lise de Jean Grémillon
- 1931 : Le Rêve de Jacques de Baroncelli
- 1933 : L'Ami Fritz de Jacques de Baroncelli
- 1934 : Roi de Camargue de Jacques de Baroncelli
- 1934 : Crainquebille de Jacques de Baroncelli
- 1935 : La Bandera de Julien Duvivier
- 1936 : Les Jumeaux de Brighton de Claude Heymann
- 1938 : L'Étrange Monsieur Victor de Jean Grémillon
- 1941 : Remorques de Jean Grémillon
- 1942 : Les Inconnus dans la maison d'Henri Decoin
- 1943 : L'École de Barbizon de Marco de Gastybe (court métrage)
- 1943 : Lumière d'été de Jean Grémillon
- 1943 : Lucrèce de Léo Joannon
- 1944 : Le ciel est à vous de Jean Grémillon

## Ouvrages
- Maurice Ravel et son œuvre, Paris, A. Durand et fils, Éditeurs, 1914. (BNF 31237741) Première biographie connue de Maurice Ravel
- Erik Satie. Causerie faite à la Société Lyre et Palette, le 18 avril 1916, Paris, impr. H. Roberge, [1916]. (BNF 43239409)
- Arthur Honegger, Paris, Maurice Senart, 1925. (BNF 44883582B)
- Maurice Ravel et son œuvre, Paris, A. Durand et fils, Éditeurs, 1925. (BNF 34178450) Deuxième tirage revu et actualisé de la première biographie connue de Maurice Ravel
- Maurice Ravel et son œuvre dramatique, Paris, Éditions Musicales de la Librairie de France, 1928. (BNF 31237743) (BNF 43239415) (BNF 32580886)
- Manuel de Falla, Paris, Cahiers d'Art, 1930. (BNF 31237740B) (BNF 32580884)
- À la gloire de Ravel, Paris, Éditions de la Nouvelle Revue Critique, 1938. (BNF 32580891)
- Poétique musicale sous forme de six leçons d’Igor Stravinsky, Paris, Flammarion, 2011. (BNF 42550167) Réédition d’un texte d’abord publié en 1942 et crédité uniquement à Stravinsky mais qui a été de toute évidence coécrit par Roland-Manuel d’après Myriam Soumagnac, auteur de cette édition d’abord parue en 2000
- Plaisir de la musique, Paris, Seuil, 1947. (BNF 32580888M) (BNF 43239419J) 1er volume d’une sélection et transcription d’émissions de radio, avec la collaboration de la pianiste Nadia Tagrine
- Ravel, Paris, Gallimard, 1948. (BNF 32580893) Réédition de celle de 1938 mais avec une iconographie très réduite à deux documents
- Plaisir de la musique. 2, La musique jusqu’à Beethoven, Paris, Seuil, 1950. (BNF 32580889Z) 2e volume d’une sélection et transcription d’émissions de radio, avec la collaboration de la pianiste Nadia Tagrine
- Plaisir de la musique. 3, De Beethoven à nos jours, Paris, Seuil, 1951. (BNF 32580890) 3e volume d’une sélection et transcription d’émissions de radio, avec la collaboration de la pianiste Nadia Tagrine
- Plaisir de la musique. 4, L’opéra, Paris, Seuil, 1955. (BNF 32654686W) 4e et dernier volume d’une sélection et transcription d’émissions de radio, avec la collaboration de la pianiste Nadia Tagrine
- Sonate que me veux-tu ? Réflexions sur les fins et les moyens de l'art musical, Lausanne, Mermod, 1957. (BNF 43239423) (BNF 32580894) Avec dessins et aquarelle de Raoul Dufy
- Histoire de la musique, deux volumes publiés sous direction de Roland-Manuel, (I Des origines à Jean-Sébastien Bach, 2236 pages, 1960, et II Du XVIIIe siècle à nos jours, 1875 pages, 1964), neuvième volume de l’Encyclopédie de la Pléiade, publiée aux éditions Gallimard (sous la direction de Raymond Queneau)  (ISBN 2-07-010403-6)
- Sonate que me veux-tu ? Réflexions sur les fins et les moyens de l'art musical, Paris, éditions Ivrea, 1996.  (ISBN 2-85184-251-X) Réédition d'un livre d'abord paru en 1957